# Герб Юкона
Герб Юкона — официальный символ территории Юкон, Канада. Неофициальный вариант известен с начала XX века, современный герб утверждён в 1956 году.

## Описание
«Arms: Azure two pallets wavy Argent between two piles reversed Gules fimbriated Argent, each charged with two bezants, on a chief Argent a cross Gules surmounted by a roundel Vair; Crest: A husky statant on a mount of snow proper».
В синем поле два волнистых серебряных пояса в столб, по сторонам от них — два пониженных красных острия, окаймлённые серебром и обременённые двумя золотыми безантами каждая. В серебряной главе красный крест Святого Георгия, в центре креста изображён круглый щиток, покрытый беличьим мехом. В нашлемнике стоящий на горе из снега хаски, всё в естественных цветах.
Автор — Алан Беддоу (Alan Beddoe).

## Символика
Георгиевский крест символизирует первых исследователей и торговцев мехом, приехавших из Англии, беличий мех — торговлю мехом. Волнистые полосы представляют реку Юкон и золотоносные ручьи Клондайка, красные пирамиды — горы Юкона, безанты — минеральные ресурсы территории. Ездовые собаки хаски сыграли важную роль в ранней истории Юкона и известны своей отвагой, преданностью и выносливостью.

## История
В начале XX века Эдвардом Чедвиком был разработан герб территории Юкон: в синем поле три красных острия, окаймлённые золотом и обременённые тремя золотыми безантами в столб; в золотой главе красный леопард («azure, three piles reversed Gules, edged Or each pile charged with three besants per pale, and a chief Or, a lion passant guardant Gules»). Герб был создан отчасти для того, чтобы его можно было изображать на гербе Канадской конфедерации, который представлял собой щит с изображением гербов входящих в конфедерацию субъектов. Герб не был принят и использовался неофициально, его изображали на сувенирной продукции, местных флагах и т.д. Это герб широко использовался в Юконе до принятия в 1921 году герба доминиона Канады.
Современный герб был дарован Юкону Елизаветой II 24 февраля и принят Законодательным советом Юкона 19 октября 1956 года. На флаге территории герб изображён с украшением в виде иван-чая узколистного, цветочной эмблемы Юкона.